# Cuscuta globularis
Cuscuta globularis là một loài thực vật có hoa trong họ Bìm bìm. Loài này được Bertol. mô tả khoa học đầu tiên năm 1847.